# Gustave Halbart
Gustave Halbart, né à Rocourt, le 1er août 1846 et mort à Visé le 11 février 1913, est un peintre et un dessinateur belge.
Son champ pictural couvre les paysages, les représentations animalières, les natures mortes et les fleurs.

## Biographie

### Famille
Gustave (Nicolas Gustave) Halbart, né à Rocourt, le 1er août 1846, est le fils de Jean Lambert Halbart (1803-1868), notaire, et de Marie Catherine Renard (1818-1896). Il est le père de l'artiste peintre Juliette Halbart (morte en mars 1923).

### Formation
Gustave Halbart étudie le droit à la faculté de l'Université de Liège et obtient le diplôme de docteur en droit, en 1870, puis de candidat notaire en 1874. Attiré par l'art depuis l'enfance qu'il a passée dans les grandes plaines onduleuses de Rocour et de Liers, il bénéficie des cours de Lambert Salmé. Gustave Halbart se rend à Rome, où il est intégré à la colonie belge d'artistes, composée notamment de Julien Dillens et d'Adrien de Witte, qui y séjourne en 1877. L'année suivante, il devient membre de la Société libre d'émulation.

### Carrière
Tout en poursuivant sa carrière d'avocat et de notaire, Gustave Halbart se consacre à son art. Pour la première fois, il expose au Salon de Gand de 1880. Vers 1890, il abandonne son étude notariale à Herstal au profit de sa carrière artistique. Gustave Halbart est membre de la commission du Musée des beaux-arts de Liège, de la Société pour l'encouragement des beaux-arts et, depuis sa fondation en 1892, du Cercle des beaux-arts de Liège.
Gustave Halbart meurt, à l'âge de 66 ans, à Visé, le 11 février 1913. Sa veuve lègue deux de ses œuvres au Musée des Beaux-Arts de Liège. Sa fille Juliette Halbart fonde, par testament du 10 janvier 1921 léguant une somme de 35000 francs, le prix « Gustave Halbart » qui récompense annuellement le travail de l'un des élèves de l'Académie des beaux-arts de Liège et lui permet d'effectuer un voyage artistique en Belgique ou à l'étranger,.

## Œuvre

### Caractéristiques
Son champ pictural couvre les couvre les paysages, les représentations animalières, les natures mortes et les fleurs. Ses voyages en Italie et en Afrique du Nord élargissent sa palette. Il est considéré par les critiques d'art Berko comme un précurseur de l'impressionnisme en Wallonie.
Les dessins qu'il expose, en 1889, à la Société libre d'émulation de Liège, le critique du quotidien La Meuse rappelle que les œuvres respirent la senteur de champs et offrent des accents sincères et émus, de même qu'un rythme coloré. Depuis quelques années, il a adopté la technique du fusain, dont les ressources variées se prêtent si bien à l'expression spontanée et aux effets vibrants et pittoresques du plein air.
En 1901, le critique Lucien Solvay écrit : « les peintures de Gustave Halbart présentent le plus vif intérêt. Le succès qu'il obtient constitue une vraie révélation. Il possède une vision de peintre flamand qu'il joint à la pureté de son dessin. Son tableau Retour à la ferme, acquis pour le Musée des beaux-arts de Liège, est vraiment remarquable : c'est de la belle lumière sans crudité, les vaches se détachent admirablement sur un fond de verdure d'une merveilleuse coloration ».

### Galerie

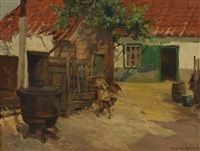
À la ferme.
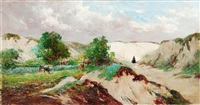
Troupeau de vaches au pâturage avec une gardienne.
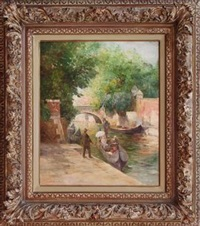
Vue de Venise'.
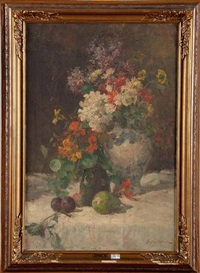
Nature morte aux fleurs et aux fruits.

### Expositions triennales
- Salon de Gand (XXXIe) de 1880 : La Conversation et Fraises au champagne, nature morte[4].
- Salon d'Anvers de 1882 : L'Île Monsin (Herstal) et Coin d'une étable[9].
- Salon d'Anvers de 1888 : Le Violoncelliste, Intérieur et La Chanson[10].
- Exposition universelle de 1894 à Anvers : quatre fusains Tête d'étude, Le Premier sillon, Joyeuse et Les Ânes de Chaudfontaine[11].
- Salon de Gand (XXXVIe) de 1895 : Chez le maraîcher[12].
- Salon de Bruxelles de 1903 : Rue à Sidi Ok-ba (Sahara) et Un bain maure à Tunis[13].
- Salon de Bruxelles de 1910[5].
- Salon de Bruxelles de 1914 (posthume) : Étable[14].

### Collection muséale
- Musée des Beaux-Arts de Liège[7] : 
  - six peintures : Paysage avec bestiaux, Matinée pluvieuse, Venise, Étable, veaux, Fleurs de Nice, Nature morte et Place Bab-el-Souïka, Tunis ;
  - quatre cartons : Puget-Theniers, Monaco, Nice, étude et Effet de neige ;
  - trois dessins au fusain : Tête de femme riant, Tête de vieillard et Aux champs.